# Samuel Kummer

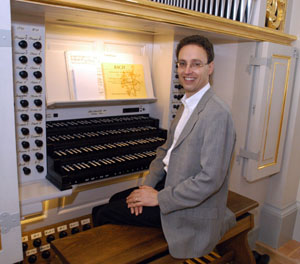
Samuel Kummer am Orgelspieltisch der Dresdner Frauenkirche (2009)

Samuel Kummer (* 28. Februar 1968 in Stuttgart; † 23. April 2024 in Dresden) war ein deutscher Organist und Kirchenmusiker. Er war von 2005 bis 2022 der erste Organist an der wiederaufgebauten Dresdner Frauenkirche.

## Leben und Wirken
Samuel Kummer besuchte als Schüler das Evangelische Schulzentrum in Michelbach an der Bilz.
Sodann studierte er Kirchenmusik an der Staatlichen Hochschule für Musik und Darstellende Kunst Stuttgart. Seine Orgellehrer waren Christoph Bossert, Werner Jacob und Ludger Lohmann; Orgelimprovisation studierte er bei Willibald Bezler, Hans Martin Corrinth und Wolfgang Seifen. Er erhielt Anregungen auch in Meisterkursen bei Marie-Claire Alain, Hans Fagius, Lorenzo Ghielmi und Daniel Roth.
1997 legte er das A-Examen mit einer Auszeichnung im Fach Orgelimprovisation ab. Im Anschluss daran absolvierte er das obligatorische Kirchenmusikpraktikum bei Dörte Maria Packeiser an der evangelischen Pauluskirche in Heidenheim.
Nach einer Tätigkeit als Bezirkskantor an der Martinskirche in Kirchheim unter Teck wechselte er 2005 an die wiederaufgebaute Frauenkirche in Dresden. Dort konnte er seine besonderen Orgelimprovisationsfähigkeiten in zahlreichen liturgischen und konzertanten Diensten entfalten. Er initiierte die Orgelreihen „Dresdner Orgelzyklus“, „Bachzyklus“ (mehrfache Gesamtaufführungen des Bach’schen Orgelwerks, eng am Kirchenjahr ausgerichtet), „Literarische Orgelnacht“ und „Orgelmusik bei Kerzenschein“.
Konzertengagements führten Kummer in die Niederlande, das Baltikum, Polen, Ungarn, Russland sowie die USA und Mittelamerika. Er wurde zu renommierten Konzertreihen wie dem Europäischen Orgelfestival nach Maastricht und dem Internationalen Bachfestival nach Warschau eingeladen. Auch als Juror bei Orgelwettbewerben war er gefragt und mehrere Einspielungen von ihm wurden ausgezeichnet.
Ab 2007 war Kummer Dozent für Orgelliteraturspiel und Liturgisches Orgelspiel an der Hochschule für Kirchenmusik Dresden. Im Sommersemester 2024 übernahm er eine 50-prozentige Lehrstuhlvertretung der Professur von Christoph Bossert an der Hochschule für Musik Würzburg und hätte künftig einen Lehrauftrag für Orgelimprovisation an der Hochschule für Musik Franz Liszt Weimar erfüllen sollen.
Zum September 2022 wurde Kummer von der Stiftung Frauenkirche Dresden entlassen. Er soll oft unpünktlich oder abwesend gewesen sein. Er klagte gegen die Entlassung. Sechs namhafte Kirchenmusiker, unter anderem Holger Gehring, Martin Strohhäcker und Roderich Kreile sowie der frühere Geschäftsführer der Stiftung Frauenkirche, der Theologe und Politiker Frank Richter, sprachen sich in einem offenen Brief für eine Rücknahme der Kündigung aus. Eine diesbezügliche Online-Petition erreichte binnen einer Woche das Sammelziel von 800 Unterschriften.
Im Juni 2023 urteilte das Arbeitsgericht Dresden, dass die Kündigung wirksam sei, und auch die mehr als ein Dutzend Abmahnungen seien zulässig gewesen. Das Urteil wurde nicht rechtskräftig, da Kummer Berufung beim Landesarbeitsgericht eingelegt hatte; die Verhandlung sollte im Mai 2024 stattfinden. Die Organistenstelle war bereits Mitte Januar 2024 neu ausgeschrieben worden.
Am 14. April 2024 spielte Kummer sein letztes Orgelkonzert. Dabei interpretierte er Werke von Bach und Max Reger auf der von ihm besonders geschätzten Link-Orgel der evangelischen Stadtkirche in Giengen an der Brenz.
Samuel Kummer brach am 23. April 2024 im Dresdner Hauptbahnhof zusammen und starb im Alter von 56 Jahren. Die Trauerfeier fand in der Dresdner Christuskirche am 8. Mai 2024 statt, anschließend erfolgte die Beisetzung auf dem Dresdner Johannisfriedhof.

## Nachfolge
Noch im gleichen Jahr wurde zum Nachfolger Kummers an der Frauenkirche Niklas Jahn gewählt.

## Würdigung
„Kummers musikalische Gaben und seine im festen Glauben verankerte Interpretationsfreude berührten mich ein jedes Mal. Auf diese Weise prägte Samuel Kummer für mich und viele andere lange Jahre das Orgelmusikprofil des wiederaufgebauten Gotteshauses.“

„Samuel Kummer konnte als Organist und Komponist mit Händen und Füßen die Gegenwart Gottes zum Klingen bringen. Über sein Wirken als international geschätzter Musiker hinaus, gab er seine Idee des Orgelspiels weiter – empathisch, ideenreich und stets mit dem profunden Blick auf den gesamten Menschen. Mit seinem plötzlichen Tod verliert die Königin der Instrumente ihren besten Klanggeber und Lehrmeister.“

„Samuel Kummer spielt virtuos, mitreißend, überlegt – er ist immer Herr über das Stück; bei Stimmkreuzungen auch mal mit einer Hand auf zwei Manuelen gleichzeitig.“

„Er ist weltweit zugange gewesen, immer geachtet, anerkannt, vor allem seine Qualitäten bei der Orgelimprovisation. Das kann ja nun bei Weitem nicht jeder!“

## Auszeichnungen
- 1996: Erster Platz beim Concours L’Europe et L’Orgue in Maastricht.[6]

## Kompositionen (Auswahl)
- Begleitsätze in Tasten-Spiele – Das Klavierbuch zum Evangelischen Gesangbuch. Strube, München 2002
- Toccata über „Christ lag in Todesbanden“ (2014)
- Symphonischer Choral „Ein feste Burg ist unser Gott“ (2017)
- Choralbearbeitung „Mit Fried und Freud ich fahr' dahin“ Canon alla quinta (2017)

## Einspielungen
- Bach – The Art of Fugue – Hildebrandt organ Naumburg. Aeolus (2021)
- 300 Jahre Silbermann-Orgel St. Georg Kirche Großkmehlen. Jubal (2018)
- Louis Vierne: Symphonies No. 3 and 5. Carus (2008)
- Frauenkirche Dresden – Orgelmusik von Bach & Duruflé. Carus (2005, Neuauflage 2021)